# Кравчук, Юрий Михайлович
Ю́рий Миха́йлович Кравчу́к (род. 8 октября 1970, пос. Архипо-Осиповка, Краснодарский край) — художественный руководитель и главный дирижёр оркестра «Звёзды Урала».

## Биография
В 1987 году окончил музыкальную школу посёлка Архипо-Осиповка (классу балалайки В. Г. Малова), в 1991 — Краснодарское музыкальное училище им. Н. А. Римского-Корсакова (класс балалайки В. А. Алишевича). С 1992 года — артист, солист Уральского государственного оркестра народных инструментов, концертмейстер группы балалаек (1994).
В 1996 году окончил Уральскую государственную консерваторию им. М. П. Мусоргского (класс балалайки Е. Г. Блинова, класс дирижирования В. А. Вишневского), в 1999 — аспирантуру там же.
В 1996—1999 годах — второй дирижёр, в 2009—2013 годах — художественный руководитель и главный дирижёр Уральского государственного оркестра народных инструментов «Звёзды Урала».
Одновременно в 1996—2007 годах преподавал класс балалайки в Уральской консерватории (с 1998 — старший преподаватель). Заместитель директора по творчеству Досугового комплекса «Современник» (Каменск-Уральский).

### Семья
Жена — Елена 27.12. 2019 (умерла от рака); дети — Алина, Ксения, Кирилл.

## Творчество
Гастролировал в Англии, Шотландии, Греции, Италии, Индии.

## Награды
- почётные грамоты правительства Свердловской области, председателя правительства Свердловской области, архиепископа Екатеринбургского и Верхотурского Викентия, митрополита Екатеринбургского и Верхотурского Кирилла.
- Лауреат Всесоюзного конкурса народного творчества (1990)
- Лауреат международных конкурсов (Украина, 1995; Греция, 2000)
- Заслуженный артист России (2007).